# Ashmunella todseni
Ashmunella todseni är en snäckart som beskrevs av Metcalf och Smartt 1977. Ashmunella todseni ingår i släktet Ashmunella och familjen Polygyridae. Inga underarter finns listade i Catalogue of Life.